# La Belle Verte
Pour plus de détails, voir Fiche technique et Distribution.
La Belle Verte est un film français de Coline Serreau sorti en 1996.
Film atypique, c'est à la fois une comédie utopique, une satire sociale et une réflexion philosophique, imaginant un mode de vie alternatif.

## Synopsis
L’histoire débute sur une planète lointaine (la planète verte) habitée par une civilisation évoluée et égalitaire, vivant en parfaite harmonie avec la nature dans des paysages immaculés, et qui pratique certaines disciplines comme la télépathie. Lors d’une réunion du conseil planétaire, les habitants font le constat que cela fait deux cents ans au moins qu’aucun volontaire ne s’est désigné pour visiter la Terre, au contraire d’autres planètes, qui déchaînent un enthousiasme très largement supérieur. Cherchant à en connaître les raisons, et profitant de l’expérience d’Osam, le dernier à s’y être aventuré, à l’époque napoléonienne, ils font le constat que la Terre abrite encore probablement une civilisation arriérée caractérisée par les inégalités sociales, le racisme, la monnaie, etc., une situation que l’avènement de la révolution industrielle n’a pu que faire empirer. On y apprend ainsi que sur la planète verte il y a eu également une époque industrielle avec des biens de consommation, mais cette époque est désormais tellement lointaine qu’elle ne s’étudie qu’en cours d’archéologie. Les habitants sont d’avis qu’en « déconnectant » certains Terriens ils pourront aider cette civilisation à progresser plus rapidement.
Attirée par la curiosité, et sachant que sa mère venait de la Terre et qu'un proche y était également allé, Mila décide de la visiter pour peut-être y trouver ses origines. On lui avait en effet toujours caché qu’elle est le fruit des amours secrètes de son père avec une Terrienne et qu’elle avait été ramenée clandestinement sur la planète verte. Équipée d’un programme de déconnexion qu’elle peut activer d’un seul geste de la tête et qui pousse la personne visée à évoluer et à tout le temps dire la vérité, elle est envoyée sur Terre, en plein Paris.
Elle déchante rapidement, voyant les autoroutes urbaines, l’air vicié, les trottoirs jonchés de déjections, la concentration de l’habitat, la mauvaise mine et l’agressivité des habitants. Elle entame une première communication par télépathie avec sa famille, pour donner des nouvelles. Allergique à la nourriture industrielle qu’elle parvient à se procurer, elle est contrainte de chercher le contact avec un nouveau-né, solution alternative pour se recharger.
Ayant réussi à pénétrer par effraction dans une maternité pendant la nuit, elle serre dans ses bras un nouveau-né. Au matin, elle est surprise par Macha, l’infirmière de garde, qui lui apprend que le bébé a été abandonné par sa mère, une Bosniaque violée par des Serbes, quand survient Max, le chef de service de l’hôpital, qui menace de la livrer à la police. Elle déconnecte Max, qui adopte dès ce moment un comportement entièrement différent, spontané et empreint de bonté. Mila lui demande de l’aider. Max installe Mila chez lui. Malgré la résistance de ses enfants, il décide de se débarrasser de la télévision et du walkman, afin de privilégier le dialogue à la maison. Son changement subit de comportement et les discussions avec Mila sur la futilité de certains comportements des Terriens amènent Florence, l’épouse de Max, à s’interroger profondément sur le sens de leur existence et à décider de s’éloigner de lui pendant quelque temps.
Revenue se recharger à la maternité, Mila trouve Macha en pleurs, qui lui apprend que la DDASS viendra prendre le bébé au matin, étant donné que la mère demeure introuvable. Inquiètes pour l’avenir du bébé, elles décident de le ramener chez Macha, qui vit avec sa sœur Sonia. Les inspecteurs de la DDASS décident de mener l’enquête et suspectent très rapidement Macha. Pour s’en débarrasser, Mila les déconnecte aussi, mais ce n’est que partie remise car elles seront dans le collimateur de la police pour cet enlèvement. Elles décident alors de se cacher chez Max.
Au cours d’une conversation télépathique avec leur mère, les deux plus grands fils de Mila, Mesaje et Mesaul, ont vu l’image de Macha et Sonia et en sont tombés immédiatement amoureux. Ils sollicitent l’aide discrète d’Osam pour être envoyés sur Terre. Ils atterrissent toutefois dans le désert australien, qui ne correspond pas à la description de Paris que le leur en avait faite Mila, et sympathisent immédiatement avec une tribu aborigène, avec laquelle ils se découvrent de nombreux points communs : le respect de la nature, la médecine naturelle ou encore les dons de télépathie. Ils trouvent néanmoins le moyen, grâce à leur programme de « déconnexion sourire », d’obtenir des billets d’avion et de passer les contrôles de sécurité pour se rendre en avion jusqu’à Paris et retrouver leur mère, ainsi que Max, Macha et Sonia.
Mesaje et Mesaul décrivent le mode de vie quotidien de leur planète. Plus assidus au cours d’archéologie que leur mère, ils racontent également comment, à une époque lointaine, leur ère industrielle a débouché sur de grands procès, où « tous les gens qui fabriquaient des produits nocifs pour la santé des humains, des animaux et des plantes ont été jugés coupables de génocide et de crime contre la planète » : l’industrie agro-alimentaire et chimique, les fabricants d’armes, de tabac et d’alcool, les industries pharmaceutiques et nucléaires, les constructeurs d’automobiles, etc. Et peu après, un boycott généralisé de la population contre « tout ce qui était mauvais pour la vie » a entraîné la fin de la société de consommation.
Pendant ce temps, Mila utilise ses pouvoirs de télépathie et son programme de déconnexion pour faire œuvre utile : elle déconnecte un homme politique et le journaliste qui l’interviewe à la télévision, qui se mettent aussitôt à élaborer en direct et sur antenne un programme d’embauche massive de « mangeurs de crottes », pourvu que ça diminue le chômage sans remettre en cause les privilèges des nantis. Aussi, ayant déconnecté par erreur des musiciens d’un orchestre classique à l’aéroport, dans sa tentative de neutraliser le policier qui s’apprêtait à arrêter ses fils, ceux-ci livrent le soir-même à l’opéra Bastille un concert déchaîné mélangeant les styles. Enfin, au Parc des Princes, elle déconnecte l’ensemble des joueurs d’un match de football ainsi que les arbitres, qui entament alors un ballet dansant, dans l’incompréhension la plus totale du public du stade.
Florence, l’épouse de Max, a mis à profit sa séparation pour s’offrir un nouveau regard sur la vie. On la voit ainsi s’émerveiller des créations de la nature. Elle rentre à la maison retrouver Max.
Recherchées par la police et menacées d’une arrestation, Macha et Sonia acceptent de suivre les deux garçons sur la planète verte. En compagnie de Mila, elles font leurs adieux à Max et Florence et s’embarquent avec le bébé pour le retour. Elles sont immédiatement adoptées par les habitants et initiées à la vie sur place.

## Fiche technique
- Titre original : La Belle Verte
- Réalisation : Coline Serreau
- Scénario : Coline Serreau
- Production : Alain Sarde
- Société de production :
- Musique : Coline Serreau
- Photographie : Robert Alazraki
- Montage : Catherine Renault
- Décors : Guy-Claude François
- Costumes : Karen Muller
- Pays de production :  France
- Genre : Comédie et science-fiction
- Durée : 99 min
- Format : pellicule 35 mm - 2,35:1 - couleur
- Date de sortie[2]
  - France : 18 septembre 1996
- Making of : Elisabeth Löchen

## Distribution
- Coline Serreau : Mila
- Vincent Lindon : Max
- James Thierrée : Mesaje
- Samuel Tasinaje : Mesaul
- Marion Cotillard : Macha
- Claire Keim : Sonia
- Catherine Samie : la sage femme
- Paul Crauchet : Osam
- Lorella Cravotta : la cliente du boucher
- Didier Flamand : l'homme politique
- Patrick Timsit : le présentateur
- Denis Podalydès : Papapote
- Philippine Leroy-Beaulieu : Florence, la femme de Max
- Valentin Merlet : Raoul, le fils de Max
- Salomé Stévenin : Sophie, la fille de Max
- Francis Perrin : le conducteur de la BMW
- Yolande Moreau : la boulangère
- Alain Stern : le boulanger
- Armelle et Olivier Broche : les agents de la DDASS
- Alain Sachs : le chef d'orchestre
- James Gerard : douanier australien
- Rufus : un douanier
- Emmanuelle Bataille : « Sissi Impératrice destroy »
- Michel Lagueyrie : habitant de la Planète verte
- Sophie Artur : habitante de la Planète verte
- Aurélia Thierrée : habitante de la Planète verte
- Andrée Damant : habitante de la Planète verte
- Colette Sonnier : habitante de la Planète verte
- Margot Capelier : habitante de la Planète verte
- Jacky Sigaux : habitant de la Planète verte
- Jean-Claude Camors : violoniste « Le Quatuor »
- Laurent Vercambre : Violoniste « Le Quatuor »
- Pierre Ganem : altiste « Le Quatuor »
- Laurent Cirade : violoncelliste « Le Quatuor »

## Autour du film
La Belle Verte est réalisé par Coline Serreau onze ans après Trois Hommes et un couffin. À sa sortie, Coline Serreau déclara avoir réalisé son film le plus personnel.
Sous la forme d'un conte philosophique, le film aborde les thèmes aussi divers que l'anticonformisme, l'écologisme, la décroissance, le féminisme, l'humanisme, le pacifisme, les valeurs sociales ou encore le rejet des technologies nuisibles, par le biais de dialogues ou de situations humoristiques,. Les références à la spiritualité New Age sont très appuyées (télépathie, magnétisme, venue sur Terre pour aider les humains à s'élever et parler vrai, philosophie de la nature, etc.).
Des scènes figurent la prestation de la troupe comique des violonistes du Quatuor, des « concerts de silence », la transformation du sport de compétition, le football, en un ballet.
À sa sortie, le film fut vivement critiqué par Télérama comme étant une litanie laborieuse de redites et lieux communs sur notre misérable existence.
Depuis, le film a connu une importante deuxième vie sur internet où il fut sous-titré en de nombreuses langues et vu plusieurs millions de fois. Ce contraste entre l'accueil froid lors de sa sortie en 1996 et son succès au début du XXIe siècle fit dire à Coline Serreau en 2009 que le film « était trop en avance » sur son temps.

### Lieux de tournage
Les extérieurs sont tournés à Paris, dans le Puy-de-Dôme (notamment dans la chaîne des Puys, au puy des Goules et à la banne d’Ordanche près de Clermont-Ferrand), ainsi qu'en Lozère (sur les monts de l’Aubrac et au lac de Saint-Andéol), et en Australie-Méridionale.